# BGRR
BGRR este acronimul de la Brookhaven Graphite Research Reactor - reactor de cercetare moderat cu grafit aparținând Laboratorului National Brookhaven, New Jersey, SUA.

## Construcția reactorului
Proiectantul reactorului este Lyle Borst, iar construirea propriu-zisă a avut loc între anii 1947-1950.
Reactorul este construit în formă de cub cu latura de aproximativ 7 metri, traversat de 1369 de canale de combustibil. Pe latura estică și vestică există câte 30 de orificii care corespund câte unui canal în grafit. Aceste orificii erau utilizate pentru a permite neutronilor să iasă afară din reactor, putând fii utilizați în experimente(exemplu: activare cu neutroni).
Controlul reactorului era realizat cu ajutorul tijelor de control din oțel-bor introduse în miezul reactorului prin colțurile sudice.În total existau 16 tije de control, câte 8 dispuse în rânduri de câte două( în total 4 rânduri) în fiecare colț sudic al reactorului. 
Răcirea reactorului era asigurată de un curent de aer asigurat de 5 ventilatoare ce trăgeau aerul ce intră printr-un spațiu  de 15 centimetri aflat în mijlocul reactorului prin canalele de combustibil și în cele din urmă ieșea prin plenumul de sud și de nord în conductele de aer subterane apoi aerul trecea printr-o serie de filtre ,răcitoare, în cele din urmă ajungea în conductele de aer exterioare, aerul continuându-și drumul prin cele 5 ventilatoare și în final ieșea în exterior prin intermediul unui horn cu înălțimea de 106 metri. 
Combustibilul reactorului era uraniu natural tăiat în cilindrii lungi de 7 centimetri care erau fixați în număr de 33 într-o țeavă prevăzută cu aripioare. În fiecare canal de combustibil se aflau câte 2 elemente de combustibil. 
În anul 1959 s-a trecut la utilizarea uraniului îmbogățit(95% U235) lucru care a făcut utilizarea reactorului mult mai ușoară.

## Oprirea reactorului

Tăblița ractorului la momentul opririi definitive

În 1968 reactorul a fost oprit pentru totdeauna, combustibilul a fost înlăturat și toate deschizăturile din scutul biologic au fost sigilate. 
În prezent, reactorul a fost dezactivat și se fac pregătiri pentru dezasamblarea sa ori pentru crearea unui muzeu în incinta clădirii reactorului (reactorul va fi folosit ca exponat). Reactorul a fost denumit monument istoric în anul 2003 în urma realizărilor în cei 18 ani de activitate (1950-1968). Acestea includ descoperirea radioizotopului Technețiu-99m, cel mai folosit izotop în medicină chiar și în zilele noastre, dezvoltarea tehnologiei tranzistoarelor, descoperirea uleiurilor de motor mai durabile , descoperirea multor date despre nucleul atomic, realizări în domeniul chimiei și biologiei (în reactor erau iradiate diferite semințe de plante sau chiar animale vii, folosind cele 2 tunele aflate sub reactor, special prevăzute pentru aceasta).